# Earlham, Iowa
Earlham là một thành phố thuộc quận Madison, tiểu bang Iowa, Hoa Kỳ. Năm 2010, dân số của thành phố này là 1450 người.

## Dân số
Dân số qua các năm:
- Năm 2000: 1298 người.
- Năm 2010: 1450 người.